# フェヴァーシャム修道院
フェヴァーシャム修道院（フェヴァーシャムしゅうどういん、Faversham Abbey）は、イギリスのケント州北部、フェヴァーシャム北東部にかつて存在した、クリュニー会系のベネディクト会修道院である。

## 歴史

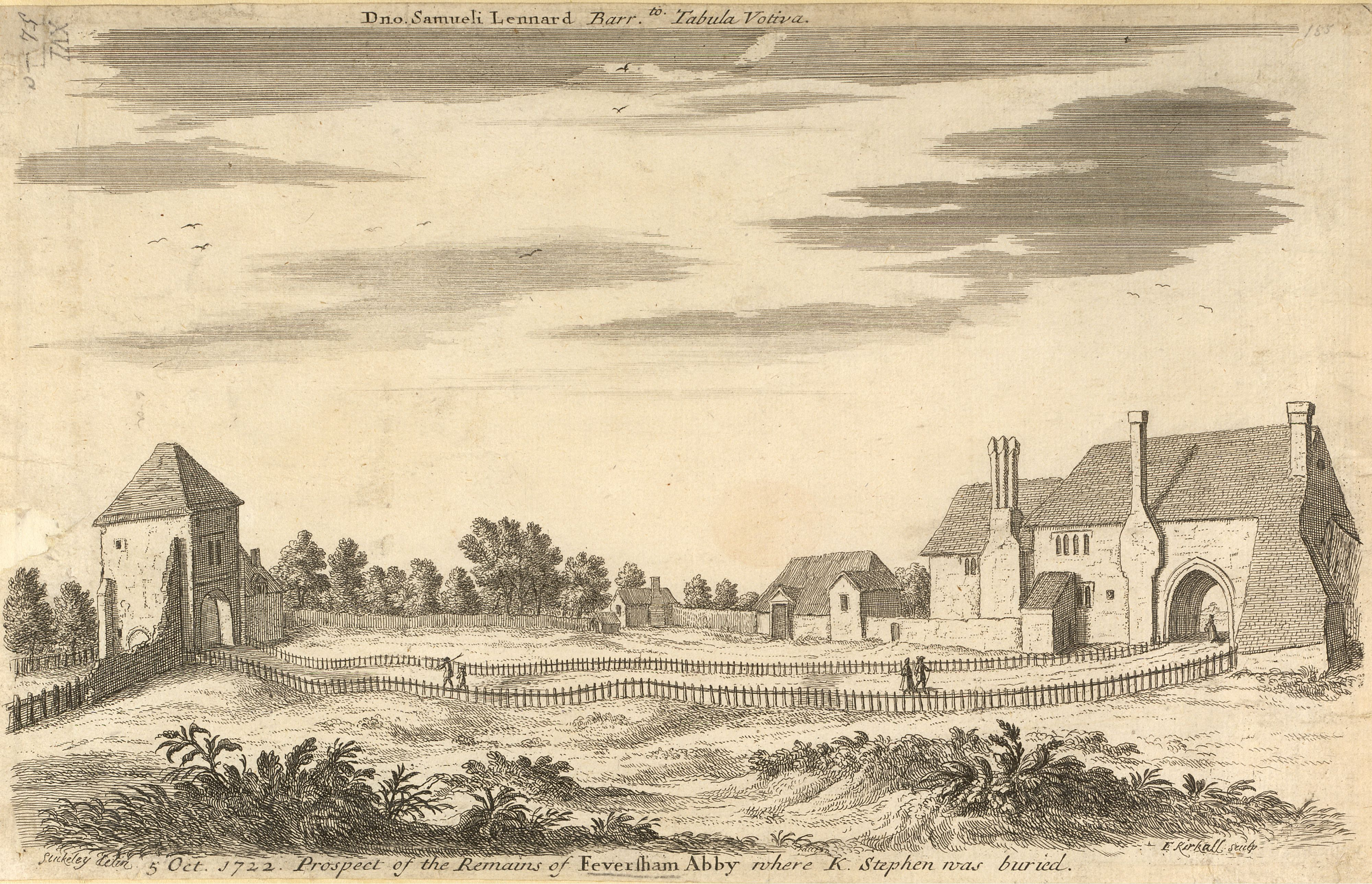
1722年のフェヴァーシャム修道院跡

1148年に、イングランド王スティーブンとその妃、マティルド・ド・ブローニュによって創建された。サザークのバーモンドジー修道院から、prior（院長または副院長）であったクラリンバルド（Clarimbald、Clarembald）と12人の修道士がフェヴァーシャムに移され、クラリンバルドを初代の修道院長とする新しいコミュニティが形成された。
修道院解散の際、トーマス・チェイニーはトーマス・アーデンに修道院を譲渡したが、1538年には著しく破壊された。
その後、敷地はソンズ家の所有となり、現在はQueen Elizabeth's Grammar Schoolの敷地内にある。
この修道院にはスティーブンとマティルド・ド・ブローニュ、そしてその長男ウスタシュ4世の墓所があったが、彼らの遺骨は、修道院が取り壊された際に近くのフェヴァーシャム・クリークに投げ込まれたと伝えられている。空の墓は、1964年に聖歌隊の中心だった場所の近くから発掘された。しかし、近くの教区教会であるSt Mary of Charity教会に、現代の碑文がない天蓋付きの墓があり、そこに再埋葬されたと言われている。

## 考古学調査

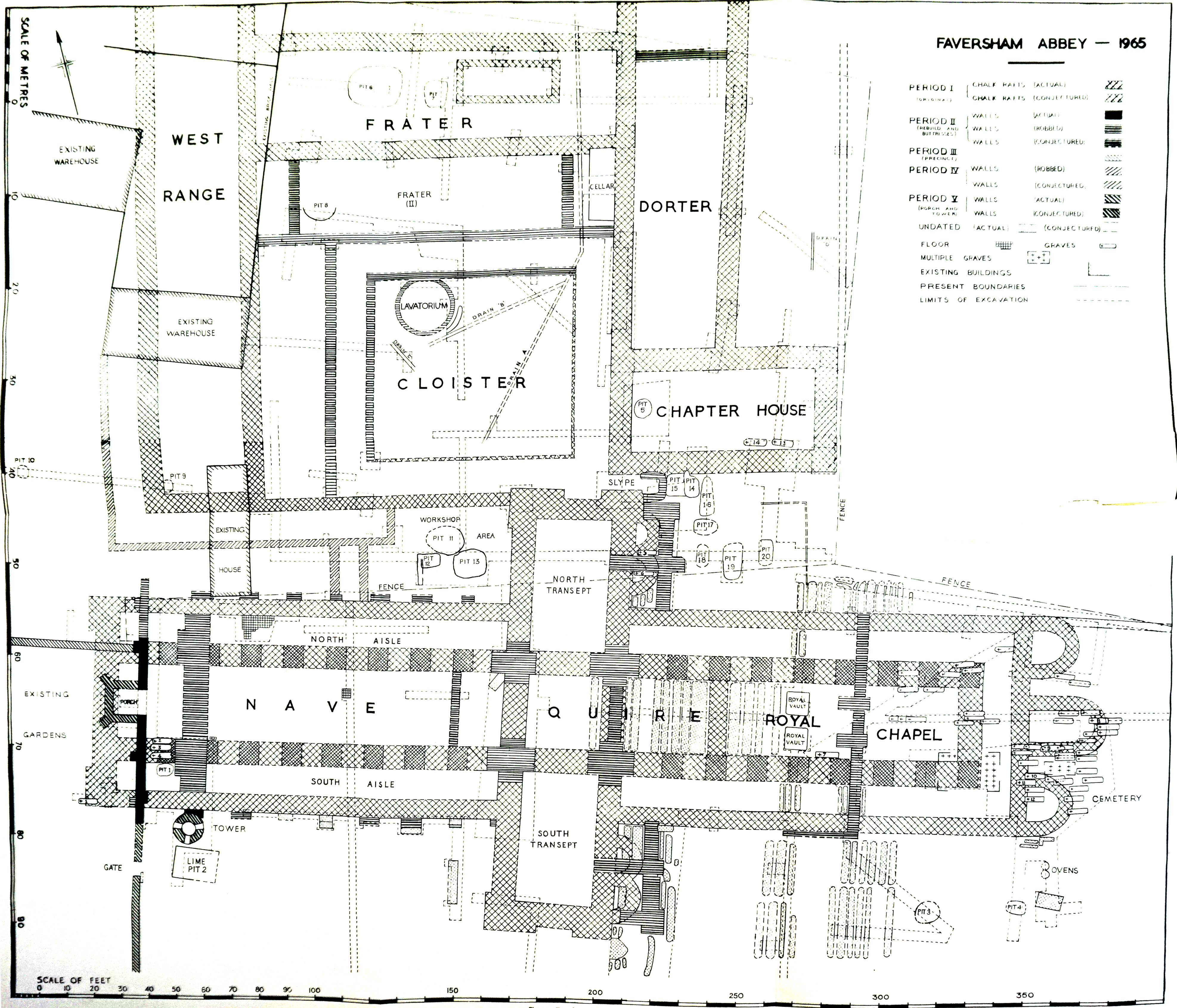
1965年の発掘結果から作成されたフェヴァーシャム修道院の平面図

1965年、考古学者ブライアン・フィルプ（Brian Philp）のチームによって修道院が発掘され、全体図が作成された。
全長は約360 ft (110 m)で、カンタベリー大聖堂より短いが、ロチェスター大聖堂よりは長く、クロイスターと修道院建築は敷地の北側に建てられていた。修道院は白亜、燧石、ケンティッシュ・ラグストーン、グリーンサンド及びカーン石の混合で、屋根材はデヴォン南部産の粘板岩と考えられ、デヴォンのモッドベリーやスラプトン砂浜付近で得られた素材と一致する。
2019年5月、Kent Archaeological Field School（KAFS）は、アビーファームで長さ150 ft (46 m)、幅50 ft (15 m)のローマ時代の建造物を発掘した。建造物は、石壁、磨かれたテラコッタの床、床下のハイポコースト暖房などが損傷を受けておらず、大量の陶磁の瓦と崩れた石壁が、床から内壁に熱気を送るための中空の箱型タイル（box flue tiles）を覆っている事が判った。壁の漆喰は殆どが白だが、北側にあるサウナ室の壁は緑・赤・黄色のパネルで装飾されており、建造物は、浴場と農作業のための部屋という2つの区域に分けられていた。